# Kieming

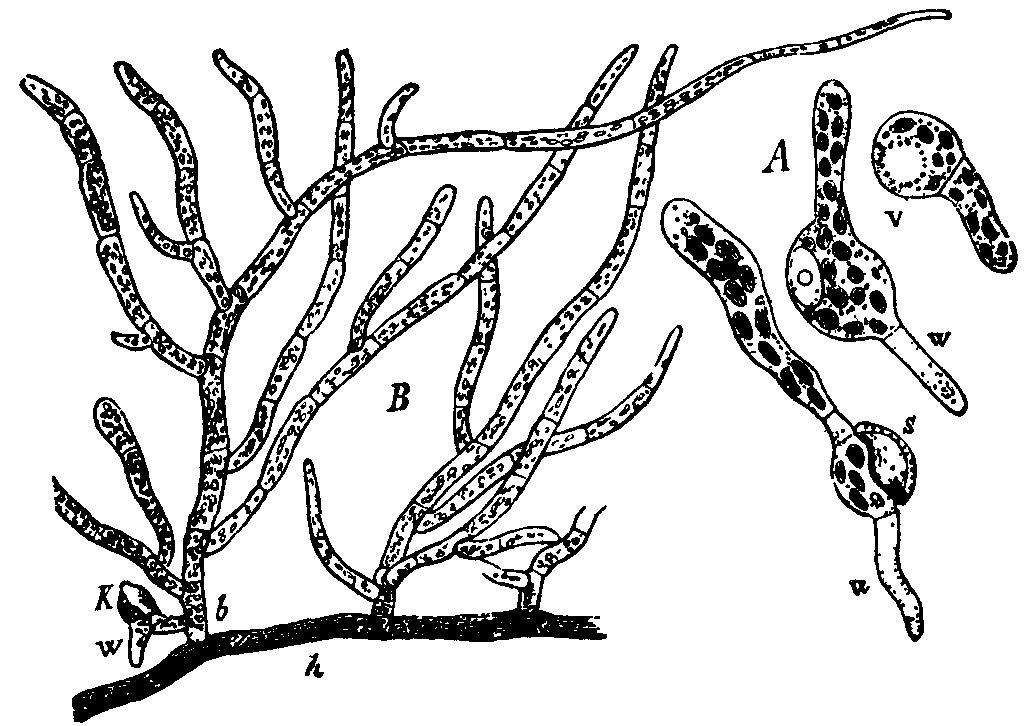
Kiemende sporen van gewoon krulmos (Funaria hygrometrica).

Time lapse van zonnebloemen met doorsnede van de bodem. Laat zien hoe wortels en bovenste deel van plant groeien.

Kieming of ontkieming is bij zaadplanten het proces waarbij het in een zaad aanwezige embryo of kiem door de zaadhuid heenbreekt en vervolgens tot een kiemplant uitgroeit.
Bij de kieming van de sporen van mossen en varens groeien deze uit tot een meercellige voorkiem: meercellige protonema's bij mossen of meercellige prothallia bij varens.
Veel zaadplanten vormen zaden die een kiemrust (dormancy) hebben, ze gaan pas na enige tijd kiemen. Wanneer er geen kiemrust is kan het zaad al gaan kiemen als het nog aan de plant vastzit. Bij granen wordt dit verschijnsel schot genoemd. Grassen, waarbij dit verschijnsel vrijwel altijd optreedt, heten vivipaar of levendbarend.

## Zaadplanten

### Tweezaadlobbigen
Als voorbeeld van de kieming van tweezaadlobbige of dicotylen zaden wordt de boon tijdens het kiemen gevolgd.
Het zaad wordt omgeven door de zaadhuid. In het zaad zit al een compleet plantje (embryo of kiem), compleet met worteltje en pluimpje. Het pluimpje bestaat uit een stengel met zaadlobben. Het zaad van de boon bestaat voor het grootste deel uit de twee zaadlobben met daarin het reservevoedsel. Bij sommige tweezaadlobbigen zijn de zaadlobben klein en zit er nog veel reservevoedsel in het endosperm. Het reservevoedsel bestaat uit eiwitten, vetten en koolhydraten, met name zetmeel. Tijdens de kieming wordt het reservevoedsel uit de zaadlobben en het endosperm verbruikt, waarbij het zetmeel wordt omgezet in de celbrandstof glucose.
De kieming begint met de imbibitie: de opname van water. Hierdoor zwellen de zaadlobben op. Het worteltje groeit naar buiten door de kiemopening (micropyle) (op de foto zit in het midden de ovale navel; boven de navel zit de kiemopening en onder de navel de plaats waar de vaatbundel eindigt, chalaza genoemd) en groeit naar beneden, met de zwaartekracht (positieve geotropie genoemd) mee (op de foto met het kiemworteltje is de boon ter vergelijking met de eerder gemaakte foto een kwartslag gedraaid). De kiemwortel groeit, afhankelijk van de plantensoort, meer of minder uit tot een hoofdwortel. Aan de hoofdwortel worden de zijwortels gevormd.
Het stengelgedeelte onder de zaadlobben groeit naar boven, tegen de zwaartekracht in (negatieve geotropie genoemd). Hoe dieper de boon in de grond zit des te langer wordt het stengeldeel. Dit wordt etiolementsgroei genoemd.
Of een plant de zwaartekracht wel of niet nodig heeft voor zijn ontwikkeling is in april 2004 door astronaut André Kuipers op zijn vlucht in de ruimte aan zaadjes van raketsla (zwaardherik, rucola, Eruca sativa) onderzocht. Op 26 april 2004 is bekend geworden dat de kiemplantjes alle kanten opgroeiden, dus de zwaartekracht nodig hebben voor het bepalen van de groeirichting.
Door de sterke groei ontstaat er een bocht in de stengel. Dit gebogen stengeldeel, poortje genoemd, groeit boven de grond uit. Vervolgens strekken onder invloed van het licht (fototropie genoemd) de cellen aan de binnenkant van het poortje meer dan aan de buitenkant, waardoor de beide zaadlobben en het pluimpje uit de zaadhuid getrokken worden. Bij de ontplooiing van het pluimpje ontvouwen de eerste twee ware bladeren zich. Deze bladeren zijn bij de boon enkelvoudig, de later gevormde bladeren zijn drietallig.
Tijdens de eerste ontwikkeling wordt al het reservevoedsel uit de zaadlobben verbruikt, die daardoor verschrompelen en ten slotte afvallen.
Bij tweezaadlobbigen kunnen afhankelijk van de soort de zaadlobben boven de grond komen zoals bij de boon (epigeïsche kieming), of in de grond blijven zitten zoals bij de erwt en de tuinboon (hypogeïsche kieming).

Ontwikkeling van een boon
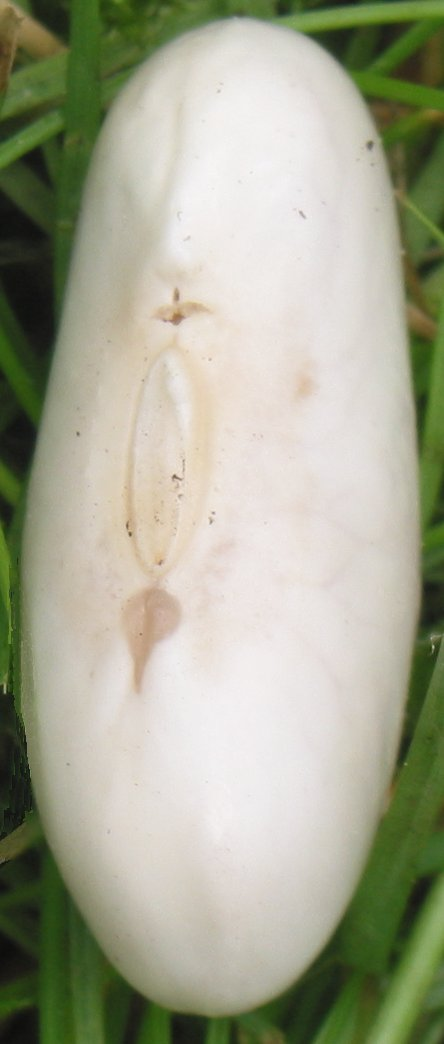
Pronkboon
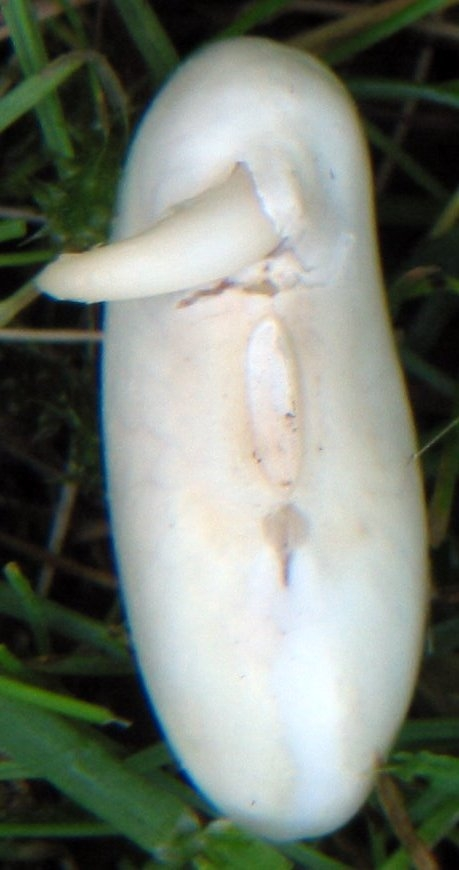
Pronkboon 24 uur na vochtig maken
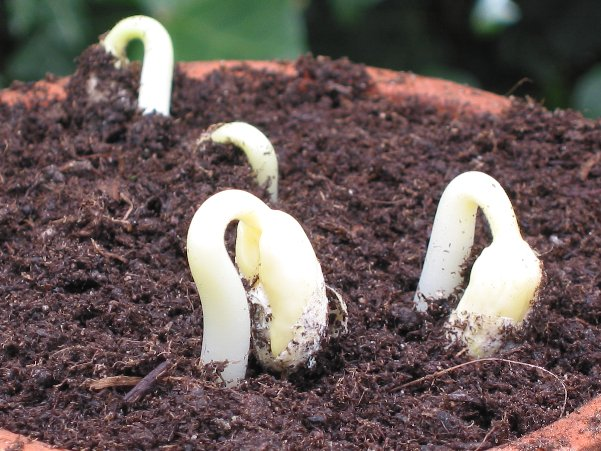
Poortje van kiemende stamboon
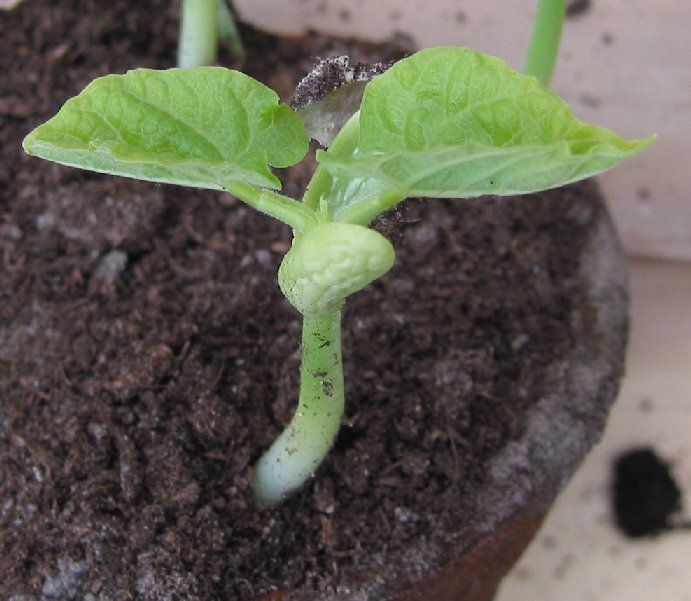
Eerste twee ware bladeren ontvouwen zich
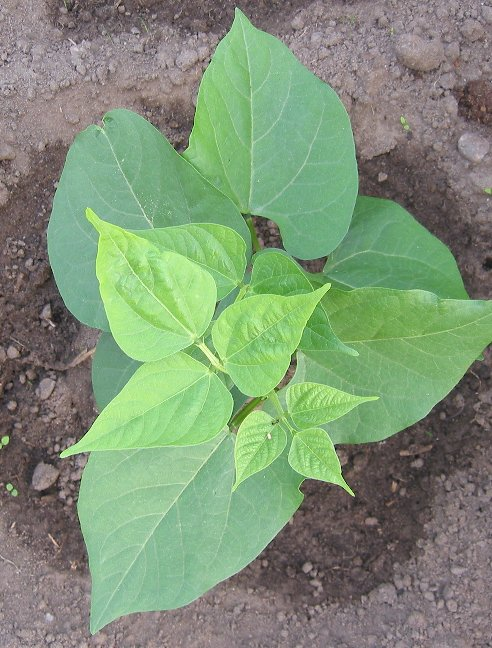
Drietallige bladeren bij stamboon
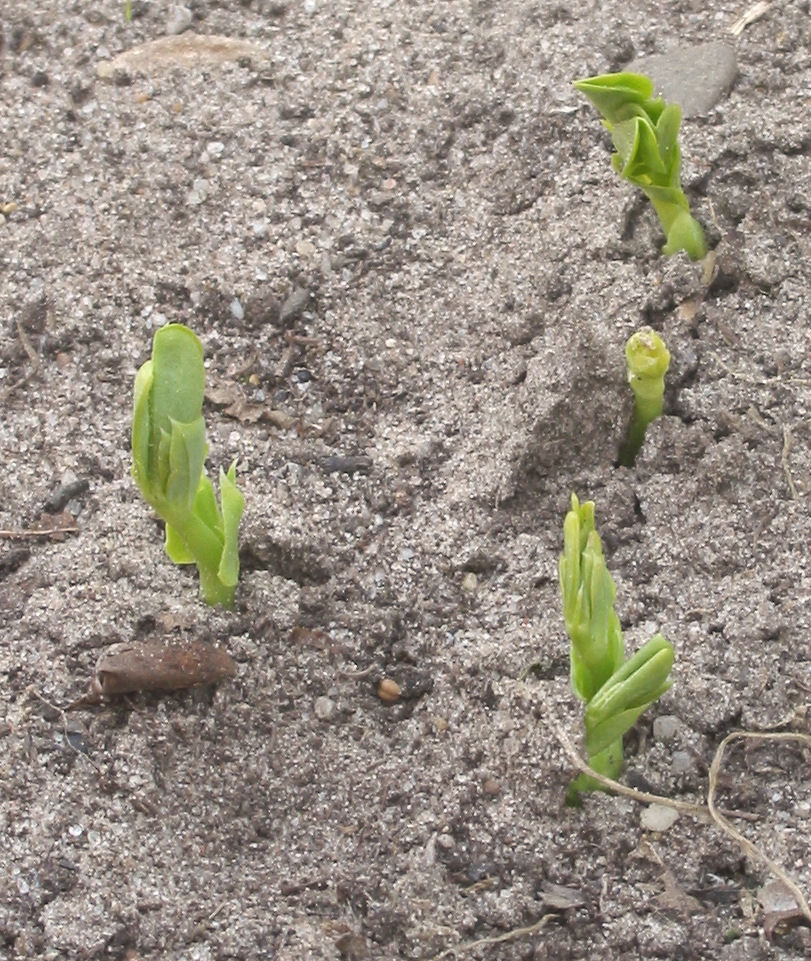
Kiemplanten van de erwt 'Kelvedon Wonder'

### Eenzaadlobbigen of monocotylen
Als voorbeeld van de kieming van eenzaadlobbige zaden wordt de maïskorrel gebruikt. Het zaad wordt omgeven door de zaadhuid. In het zaad zit al een compleet plantje (kiem) met wortel, stengel, kiemblad (schildje of scutellum) en pluimpje. Het zaad bestaat voor het grootste deel uit endosperm met daarin het reservevoedsel. Het reservevoedsel bestaat vooral uit eiwitten, vetten en koolhydraten onder andere zetmeel. Tijdens de kieming wordt het reservevoedsel uit het endosperm verbruikt en het zetmeel omgezet in glucose. Het schildje zorgt voor het transport van het reservevoedsel uit het endosperm naar de kiemplant. De kieming begint met de opname van water. Hierdoor zwelt de maïskorrel op. De coleorhiza komt als eerste door de kiempore uit het zaad tevoorschijn en groeit naar beneden, met de zwaartekracht mee (positieve gravitropie genoemd). Tijdens de kieming groeit de coleorhiza in het begin door celstrekking mee, maar wordt uiteindelijk door de wortel doorboort en blijft dan achter als een kraagje om de wortelvoet.
De kiemwortel groeit bij eenzaadlobbigen niet uit tot een hoofdwortel, maar sterft al snel af, waarna er kroonwortels (adventieve wortels) gevormd worden. Aan de kroonwortels worden de zijwortels gevormd. Het onderste stengeldeel, de halmheffer, zorgt ervoor dat de kiemplant op de goede hoogte boven de grond komt. Bij dieper zaaien wordt de halmheffer langer. Als eerste komt het coleoptyl, een soort buisje, boven de grond. Hierin zit het eerste blaadje. Het eerste blaadje heeft een afwijkende vorm ten opzichte van de volgende bladeren. Het is ovaal tot omgekeerd eirond; de volgende bladeren die tevoorschijn komen zijn lijnvormig. Op de laatste twee foto's in onderstaande galerij is het coleoptyl als een doorschijnend kokertje onderaan de plant nog te zien. Vervolgens komt door elk blad een nieuw blad naar buiten. Bij eenzaadlobbigen bestaat het blad uit een bladschijf en een bladschede. De bladschede geeft de plant stevigheid, totdat de stengel zich begint te strekken.

Mais
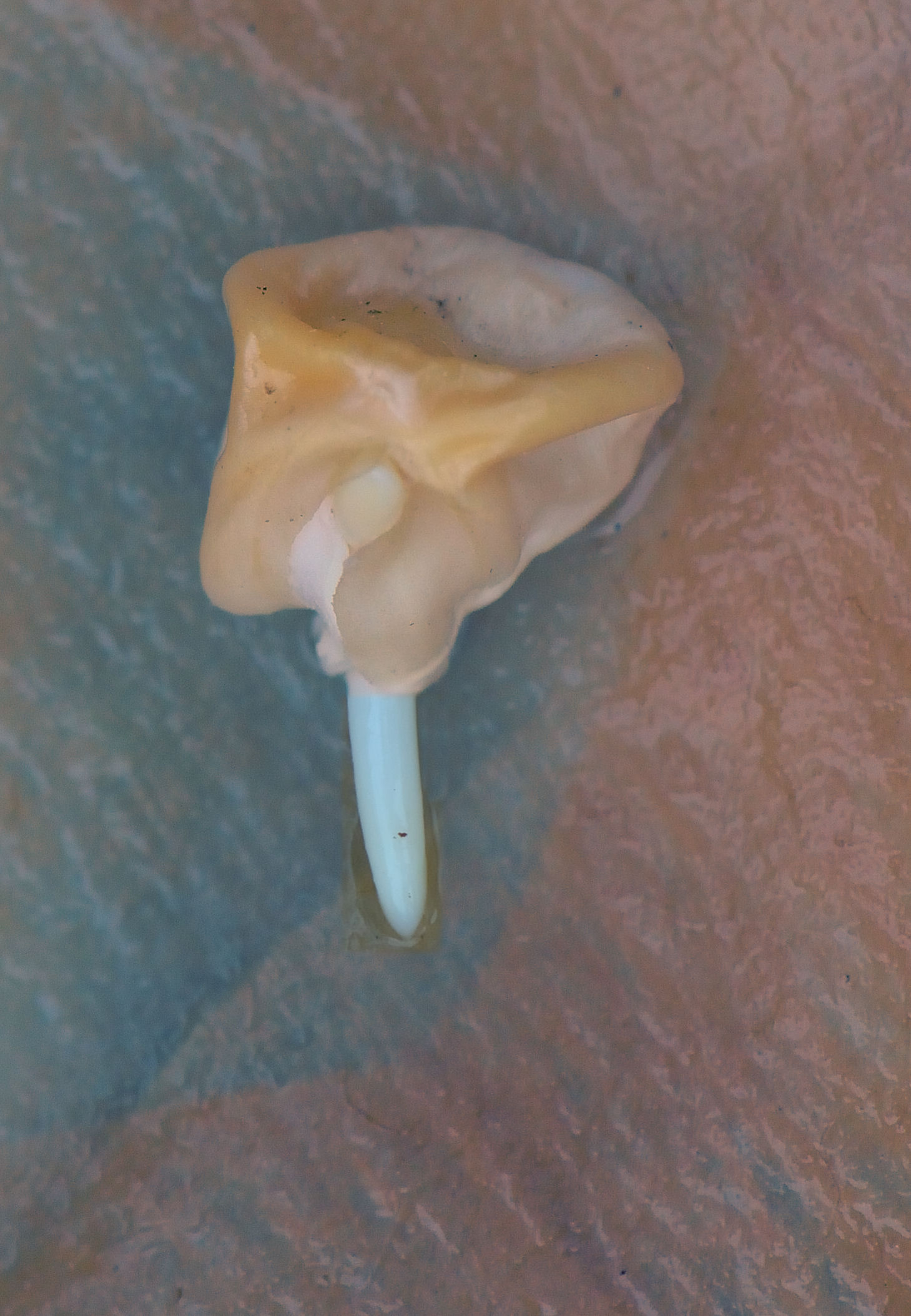
Coleorhiza bij suikermais
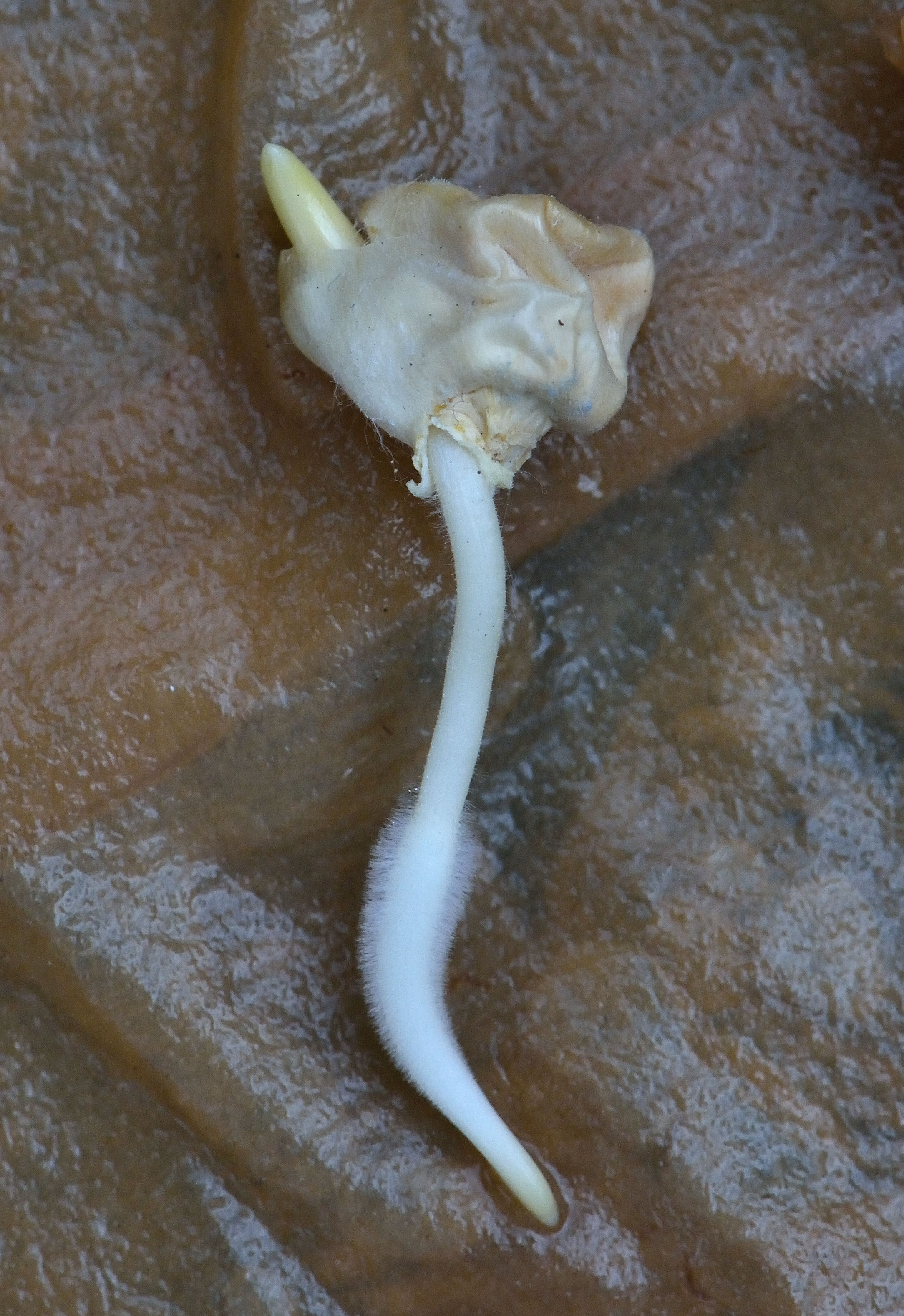
Kraagje van de coleorhiza en coleoptyl bij suikermais
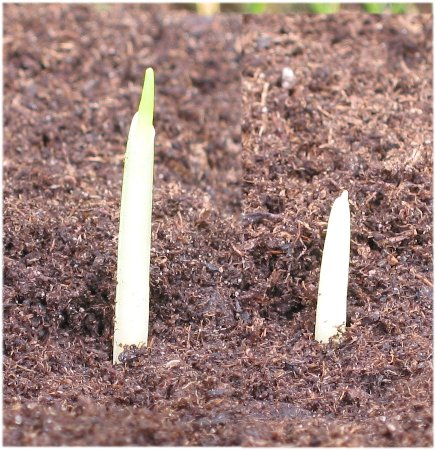
Rechts coleoptyl, links eerste blaadje door coleoptyl naar buiten
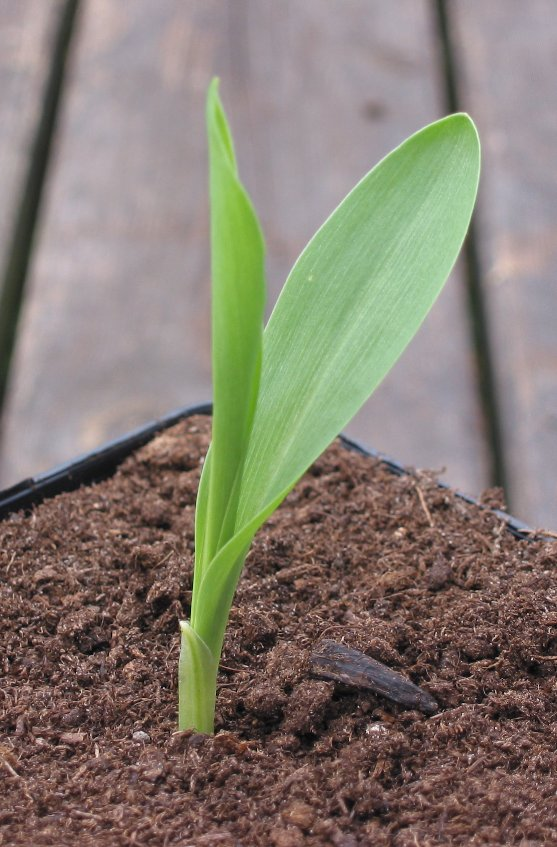
Eerste blad is omgekeerd eirond
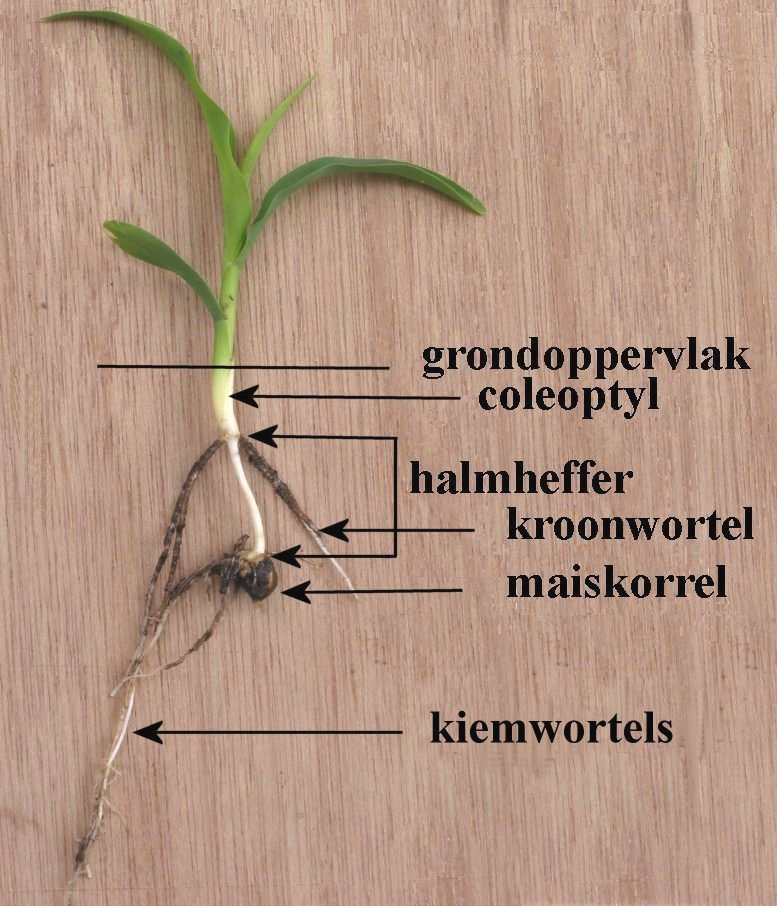
Kiemplant van suikermais
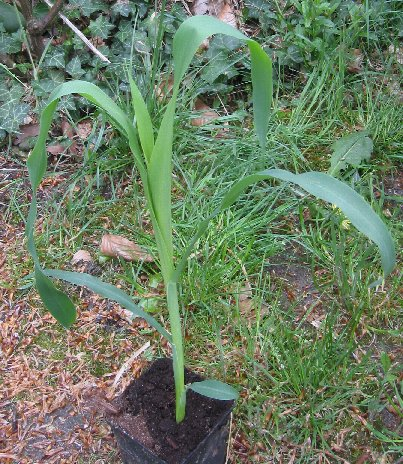
Suikermaisplant
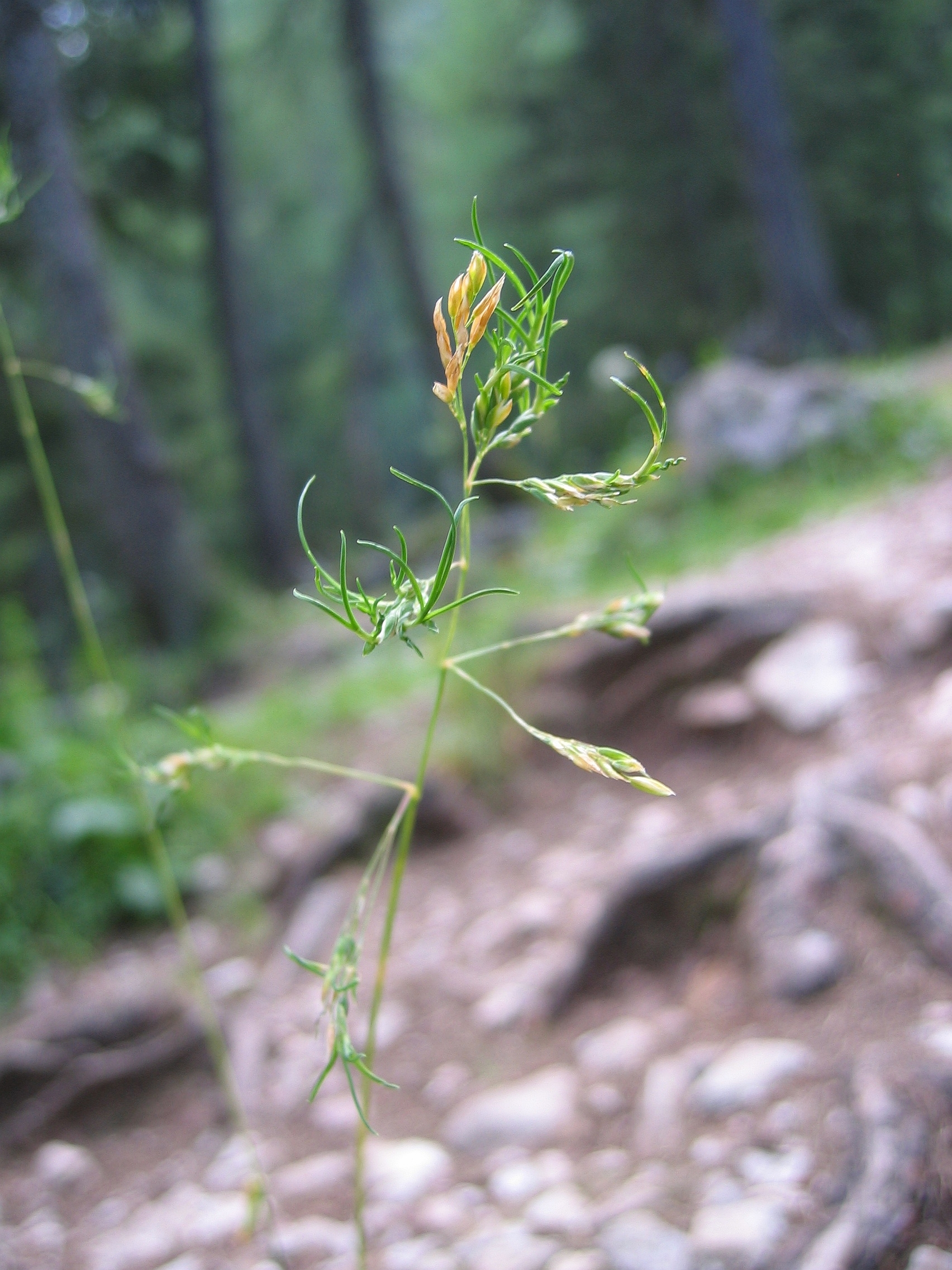
Poa alpina ssp. vivipara is een levendbarend gras

## Fysiologie

### Invloed temperatuur
Er zijn plantensoorten waarvan de zaden alleen bij een bepaalde temperatuur kiemen. Slazaad kiemt bijvoorbeeld niet bij een hoge temperatuur. De beste kiemtemperatuur van slazaad is 18°C. Andere soorten hebben juist wel een hoge temperatuur nodig. Daarnaast zijn er plantensoorten waarvan de zaden een bepaalde hoeveelheid koude moeten hebben gehad alvorens ze gaan kiemen, ze moeten gevernaliseerd zijn.

### Invloed licht
Zaden kunnen soms heel lang kiemkrachtig in de grond aanwezig blijven. Zodra de grond omgespit of omgewoeld wordt, komen deze zaden aan de oppervlakte en lichtkiemers beginnen door de invloed van het licht te kiemen. Zaden van sommige plantensoorten hebben maar een duizendste seconde licht nodig om het kiemingsproces op gang te brengen.
Er zijn plantensoorten, zoals tabak, waarvan de zaden alleen kiemen als ze constant in het licht komen te liggen.

### Versnellen van het kiemproces
Om het kiemproces te versnellen, kunnen verschillende technieken aangewend worden:
- Scarificeren: het beschadigen van de zaadwand waardoor deze lucht en water doorlaat
- Stratificatie: het bewaren van de zaden tussen lagen grond bij koude temperaturen, waarmee de winteromstandigheden gesimuleerd worden
- Voorweken: de zaden in water laten weken zodat ze zachter worden